# 마테우스 알레산드루
마테우스 알레산드루 두스 산투스 페레이라(포르투갈어: Matheus Alessandro dos Santos Pereira, 1996년 7월 10일 ~ )는 브라질의 축구 선수이다. 포지션은 공격수이다.

## 선수 경력
2017년 브라질 1부 리그 플루미넨시에서 프로로 데뷔하였다. 2017, 2018 시즌 각각 18경기, 23경기에 출전했으며 2019년에는 포르탈레자에 임대되었다. 2019 시즌 중반 대전 시티즌이 브라질 1부 리그 플루미넨시, 포르탈레자와 국제 교류 협약을 통해 양 구단의 우수 선수 및 유망주 교류를 합의함에 따라 대전 시티즌으로 임대 이적하였으며, 이번 알레산드로의 영입을 통해 구단 간 성공적인 협약을 위한 첫발을 내디뎠으며, 대전 시티즌 구단이 6월 선수 선발의 투명성 제고를 위해 선수단 운영 위원회를 발족한 이후, 첫 영입 사례로 알레산드로는 위원회가 검증한 첫 선수로 기록됐다. 하지만 메디컬 테스트에서 에이즈 양성 반응을 보이면서 입단 하루 만에 계약을 해지당했다. K리그 등록명은 알레산드로로 할 예정이었으나 K리그에 등록하기 전에 계약이 취소되었다.